# Dustin House
Das Dustin House, auch als Dustin Garrison House bezeichnet, ist ein historisches Gebäude in Haverhill im US-Bundesstaat Massachusetts. Das um das Jahr 1700 errichtete Haus ist eines der letzten erhaltenen Ziegelsteinhäuser dieser Periode. Dustin House wurde im September 1990 in das National Register of Historic Places aufgenommen.

## Geschichte
Die Geschichte des Dustin Houses ist nicht abschließend geklärt. Viele Historiker bringen das Haus in Zusammenhang mit der Familie Duston (alternative Schreibweise: Dustin). Hannah Duston (1657–1736), die mit ihrer Familie in Haverhill lebte, gilt als Heldin der Kolonialzeit in der Region. Während des King William’s War wurde die Stadt 1697 von Indianern überfallen, dabei wurde Hannah Duston entführt; sie konnte sich jedoch später selbst aus der Gewalt der Indianer befreien und nach Haverhill zurückkehren. Historischen Überlieferungen zufolge fiel die Entführung von Hannah Duston genau in die Zeit, als sie gerade mit ihrem Ehemann Thomas Duston das heutige Dustin House errichtete.
Anderen Nachforschungen zufolge war das Dustin House nie der Wohnsitz der Familie von Hannah Duston, sondern wurde von der Familie Kimball erbaut und bewohnt. Das Anwesen wurde 1946 von der Dustin Family Association aufgekauft und unter Beratung des Architekten Frank Chouteaux Brown restauriert.